# تشارلز فينيرتي
تشارلز فينيرتي (يناير 1821 - 10 يونيو 1892) مخترع كندي اخترع عملية لب الخشب لصناعة الورق، والتي تم تكييفها لأول مرة لإنتاج ورق الصحف  وكان فينيرتي أيضا شاعر وله أكثر من 32 قصيدة معروفة.